# ブランコ・ゼベツ
ブランコ・ゼベツ（クロアチア語: Branko Zebec, セルビア語: Бранко Зебец、1929年5月17日 - 1988年9月26日）は、ユーゴスラビアの元サッカー選手、サッカー指導者。ポジションはディフェンダー、ミッドフィールダー、フォワード。

## 経歴
レッドスター・ベオグラードとパルチザン・ベオグラードの両方に選手として在籍し、ディナモ・ザグレブとハイドゥク・スプリトの両方を監督として率いたという稀有なキャリアを持つユーティリティプレイヤー。ユーゴスラビア代表では1951年から1961年までの65試合に出場し17得点を記録した。ハンブルガーSVの監督としてはUEFAチャンピオンズカップ 1979-80決勝に進出した。